# Distretto municipale di Ho
Il distretto municipale di Ho (ufficialmente Ho Municipal District, in inglese) è un distretto municipale della Regione del Volta del Ghana.